# Copa do Brasil 2020
Der Copa do Brasil 2020 war die 32. Austragung dieses nationalen Fußball-Pokal-Wettbewerbs in Brasilien. Die Copa wurde vom Brasilianischen Sportverband, dem CBF, ausgerichtet. Der Pokalsieger SE Palmeiras aus São Paulo qualifizierte sich für die Supercopa do Brasil und für die Copa Libertadores 2021 (für die er allerdings als Sieger der 2020er-Ausgabe bereits qualifiziert war). Elf Klubs waren direkt für das Achtelfinale qualifiziert.
Aufgrund der COVID-19-Pandemie wurde die Saison unterbrochen. Als Datum zur Wiederaufnahme wurde der 26. August 2020 festgelegt und das Finale vom November 2020 in den März 2021 verlegt.

## Teilnehmer
Das Teilnehmerfeld bestand aus:

### Teilnehmer Staatsmeisterschaften
70 Teilnehmer kamen aus den Fußballmeisterschaften der Bundesstaaten von Brasilien oder deren Pokalwettbewerben.
| Bundesstaat         | Klub                               | Qualifizierung                 | Ergebnis      |
| ------------------- | ---------------------------------- | ------------------------------ | ------------- |
| Acre                | Atlético Acreano                   | Staatsmeister 2019             | 1. Runde      |
| Acre                | Galvez EC                          | Vize-Staatsmeister 2019        | 1. Runde      |
| Alagoas             | CS Alagoano                        | Staatsmeister 2019             | 1. Runde      |
| Alagoas             | Clube de Regatas Brasil            | Vize-Staatsmeister 2019        | 4. Runde      |
| Alagoas             | AA Coruripe                        | 3. Staatsmeister 2019          | 1. Runde      |
| Amapá               | Santos FC (AP)                     | Staatsmeister 2019             | 1. Runde      |
| Amazonas            | Manaus FC                          | Staatsmeister 2019             | 2. Runde      |
| Amazonas            | Nacional Fast Clube                | Vize-Staatsmeister 2019        | 1. Runde      |
| Bahia               | EC Bahia                           | Staatsmeister 2019             | 1. Runde      |
| Bahia               | AD Bahia de Feira                  | Vize-Staatsmeister 2019        | 2. Runde      |
| Bahia               | Alagoinhas AC                      | 3. Staatsmeister 2019          | 1. Runde      |
| Brasília            | SE Gama                            | Staatsmeister 2019             | 1. Runde      |
| Brasília            | Brasiliense FC                     | Vize-Staatsmeister 2019        | 1. Runde      |
| Ceará               | Ceará SC                           | Vize-Staatsmeister 2019        | Viertelfinale |
| Ceará               | Barbalha FC                        | 1. Hinrunde Staatsmeister 2019 | 1. Runde      |
| Ceará               | Caucaia EC                         | Staatspokal Sieger 2019        | 1. Runde      |
| Espírito Santo      | Vitória FC (ES)                    | Staatsmeister 2019             | 2. Runde      |
| Goiás               | Atlético Goianiense                | Staatsmeister 2019             | Achtelfinale  |
| Goiás               | Goiás EC                           | Vize-Staatsmeister 2019        | 3. Runde      |
| Goiás               | Vila Nova FC                       | 3. Staatsmeister 2019          | 2. Runde      |
| Maranhão            | Imperatriz de Desportos            | Staatsmeister 2019             | 1. Runde      |
| Maranhão            | Moto Club de São Luís              | Vize-Staatsmeister 2019        | 1. Runde      |
| Maranhão            | Sampaio Corrêa FC                  | 3. Staatsmeister 2019          | 1. Runde      |
| Mato Grosso         | CE Operário Várzea-Grandense       | Vize-Staatsmeister 2019        | 1. Runde      |
| Mato Grosso         | União EC                           | 3. Staatsmeister 2019          | 1. Runde      |
| Mato Grosso         | Luverdense EC                      | Staatspokal Sieger 2019        | 1. Runde      |
| Mato Grosso do Sul  | EC Águia Negra                     | Staatsmeister 2019             | 2. Runde      |
| Mato Grosso do Sul  | Aquidauanense FC                   | Vize-Staatsmeister 2019        | 1. Runde      |
| Minas Gerais        | Cruzeiro EC                        | Staatsmeister 2019             | 3. Runde      |
| Minas Gerais        | Atlético Mineiro                   | Vize-Staatsmeister 2019        | 2. Runde      |
| Minas Gerais        | América Mineiro                    | 3. Staatsmeister 2019          | Halbfinale    |
| Minas Gerais        | Boa EC                             | 4. Staatsmeister 2019          | 2. Runde      |
| Pará                | Clube do Remo                      | Staatsmeister 2019             | 1. Runde      |
| Pará                | Independente AC                    | Vize-Staatsmeister 2019        | 1. Runde      |
| Pará                | Bragantino Clube do Pará           | 3. Staatsmeister 2019          | 1. Runde      |
| Paraíba             | Botafogo FC (PB)                   | Staatsmeister 2019             | 2. Runde      |
| Paraíba             | Campinense Clube                   | Vize-Staatsmeister 2019        | 1. Runde      |
| Paraná              | Toledo EC                          | Vize-Staatsmeister 2019        | 1. Runde      |
| Paraná              | Coritiba FC                        | 3. Staatsmeister 2019          | 1. Runde      |
| Paraná              | Londrina EC                        | 4. Staatsmeister 2019          | 1. Runde      |
| Paraná              | Operário Ferroviário EC            | 5. Staatsmeister 2019          | 2. Runde      |
| Pernambuco          | Sport Recife                       | Staatsmeister 2019             | 1. Runde      |
| Pernambuco          | Náutico Capibaribe                 | Vize-Staatsmeister 2019        | 2. Runde      |
| Pernambuco          | Afogados da Ingazeira FC           | 3. Staatsmeister 2019          | 3. Runde      |
| Piauí               | Ríver AC                           | Staatsmeister 2019             | 2. Runde      |
| Piauí               | AA Altos                           | Vize-Staatsmeister 2019        | 1. Runde      |
| Rio de Janeiro      | CR Vasco da Gama                   | Vize-Staatsmeister 2019        | 4. Runde      |
| Rio de Janeiro      | Bangu AC                           | 3. Staatsmeister 2019          | 1. Runde      |
| Rio de Janeiro      | Fluminense FC                      | 4. Staatsmeister 2019          | 4. Runde      |
| Rio de Janeiro      | Volta Redonda FC                   | 5. Staatsmeister 2019          | 1. Runde      |
| Rio de Janeiro      | Boavista SC                        | 4. Staatspokal 2019            | 1. Runde      |
| Rio Grande do Norte | América FC (RN)                    | Staatsmeister 2019             | 3. Runde      |
| Rio Grande do Norte | ABC Natal                          | Vize-Staatsmeister 2019        | 2. Runde      |
| Rio Grande do Sul   | SER Caxias do Sul                  | 3. Staatsmeister 2019          | 1. Runde      |
| Rio Grande do Sul   | EC São Luiz                        | 4. Staatsmeister 2019          | 1. Runde      |
| Rio Grande do Sul   | EC Novo Hamburgo                   | 5. Staatsmeister 2019          | 1. Runde      |
| Rio Grande do Sul   | EC São José                        | 2. Staatspokal 2019            | 3. Runde      |
| Rondônia            | Vilhenense EC                      | Staatsmeister 2019             | 1. Runde      |
| Roraima             | São Raimundo EC (RR)               | Staatsmeister 2019             | 1. Runde      |
| Santa Catarina      | Avaí FC                            | Staatsmeister 2019             | 1. Runde      |
| Santa Catarina      | Chapecoense                        | Vize-Staatsmeister 2019        | 2. Runde      |
| Santa Catarina      | Brusque FC                         | Staatspokal Sieger 2019        | 4. Runde      |
| São Paulo           | Grêmio Novorizontino               | 6. Staatsmeister 2019          | 1. Runde      |
| São Paulo           | Associação Ferroviária de Esportes | 7. Staatsmeister 2019          | 3. Runde      |
| São Paulo           | AA Ponte Preta                     | 2. Interior 2019               | 4. Runde      |
| São Paulo           | EC Santo André                     | Sieger Série A2 2019           | 2. Runde      |
| São Paulo           | EC XV de Novembro (Piracicaba)     | 2. Staatspokal 2019            | 2. Runde      |
| Sergipe             | AD Frei Paulistano                 | Staatsmeister 2019             | 1. Runde      |
| Sergipe             | Lagarto FC                         | 1. Hinrunde Staatsmeister 2019 | 2. Runde      |
| Tocantins           | Palmas FR                          | Staatsmeister 2019             | 1. Runde      |

### Teilnehmer CBF Ranking
10 Klubs ergaben aus dem CBF Ranking, welche nach den vorgenannten Teilnehmern noch nicht qualifiziert waren. Dieses waren:
| Bundesstaat | Klub                    | Platz | Punkte | Ergebnis     |
| ----------- | ----------------------- | ----- | ------ | ------------ |
| RJ          | Botafogo FR             | 14    | 6.394  | Achtelfinale |
| BA          | EC Vitória              | 17.   | 7.045  | 3. Runde     |
| PR          | Paraná Clube            | 26.   | 5.594  | 3. Runde     |
| SC          | Figueirense FC          | 27.   | 5.178  | 3. Runde     |
| PA          | Paysandu SC             | 28.   | 5.166  | 2. Runde     |
| RS          | EC Juventude            | 29.   | 4.763  | Achtelfinale |
| PE          | Santa Cruz FC           | 34.   | 4.378  | 2. Runde     |
| SC          | Criciúma EC             | 36.   | 4.218  | 1. Runde     |
| SP          | Oeste FC                | 38.   | 3.920  | 2. Runde     |
| RS          | Grêmio Esportivo Brasil | 39.   | 3.844  | 3. Runde     |

### Direkte Qualifikanten fürs Achtelfinale
Weitere 11 Klubs treten ab dem Achtelfinale dem Wettbewerb bei. Dieses sind die Teilnehmer an der Copa Libertadores 2020 sowie der Titelverteidiger und die Sieger der Copa do Nordeste und Copa Verde.
| Bundesstaat | Klub                 | Berechtigung          | Ergebnis      |
| ----------- | -------------------- | --------------------- | ------------- |
| CE          | Fortaleza EC         | Copa do Nordeste 2019 | Achtelfinale  |
| MT          | Cuiabá EC            | Copa Verde 2019       | Viertelfinale |
| SP          | Red Bull Bragantino  | Meister Série B 2019  | Achtelfinale  |
| PR          | Athletico Paranaense | Pokalsieger 2019      | Achtelfinale  |
| RJ          | CR Flamengo          | Meister Série A 2019  | Viertelfinale |
| SP          | FC Santos            | 2. Série A 2019       | Achtelfinale  |
| SP          | SE Palmeiras         | 3. Série A 2019       | Sieger        |
| RS          | Grêmio FBPA          | 4. Série A 2019       | Zweiter       |
| SP          | FC São Paulo         | 6. Série A 2019       | Halbfinale    |
| RS          | SC Internacional     | 7. Série A 2019       | Viertelfinale |
| SP          | SC Corinthians       | 8. Série A 2019       | Achtelfinale  |

## Saisonverlauf
Der Wettbewerb startete am 5. Februar 2020 in seine Saison und sollte am 16. September 2020 enden. Am 15. März 2020 gab der CBF bekannt, dass die Austragung des Wettbewerbs aufgrund der Ausbreitung des Virus SARS-CoV-2 (Corona-Virus) auf unbestimmte ausgesetzt wird. Der Spielbetrieb wurde im August 2020 aufgenommen, das Finalrückspiel im März 2021 ausgetragen.

### Termine
Die Terminierung für die einzelnen Phasen des Wettbewerbs wurden vom CBF vor Beginn festgelegt. Dieser konnte aufgrund der Unterbrechung zur Verhinderung der Ausbreitung von SARS-CoV-2 nicht eingehalten werden.
| Runde         | Hinspiele                    | Rückspiele         |
| ------------- | ---------------------------- | ------------------ |
| 1. Runde      | 5. bis 12. Februar 2020      |                    |
| 2. Runde      | 19. Februar bis 4. März 2020 |                    |
| 3. Runde      | ab 11. März 2020             | ab 18. März 2020   |
| 4. Runde      | ab 8. April 2020             | ab 15. April 2020  |
| Achtelfinale  | ab 29. April 2020            | ab 20. Mai 2020    |
| Viertelfinale | ab 15. Juli 2020             | ab 26. Juli 2020   |
| Halbfinale    | 5. August 2020               | 12. August 2020    |
| Finale        | 10. September 2020           | 16. September 2020 |

## Modus
Der Modus bestand aus einem K.-o.-System. In den ersten beiden Runden wurden keine Rückspiele ausgetragen. Der im CBF Ranking schlechter platzierte Klub bekommt Heimrecht. Der Sieger eines Spiels kommt in die nächste Runde. Bei einem Unentschieden in den ersten Runden, qualifiziert sich automatisch der im Ranking bessere Klub für die nächste Runde. In der zweiten Runde wurde die Entscheidung bei einem Unentschieden im Elfmeterschießen ausgetragen.
Ab der dritten Runde wurden die Paarungen wieder mit einem Rückspiel ausgetragen. Bei einem Unentschieden wurde, ohne vorherige Verlängerung, ein Elfmeterschießen ausgetragen. Im Gegensatz zur Vorsaison wurden Änderungen vorgenommen: Die Auswärtstorregel entfällt für ganzen Wettbewerb. Am 5. März 2020 wurde das Heimrecht für das Hinspiel in der dritten Runde ausgelost.

## Turnierverlauf

### Gruppenphase

#### Auslosung
Die 80 Teams wurden in acht Gruppen (A bis H) zu jeweils 10 Klubs aufgeteilt. Zur Festlegung der Reihenfolge wurde das Ranking des CBF herangezogen.
| Topf A                  | Topf B                   | Topf C                       | Topf D                       |
| ----------------------- | ------------------------ | ---------------------------- | ---------------------------- |
| Cruzeiro EC (4)         | Ceará SC (19)            | CS Alagoano (30)             | Náutico Capibaribe (41)      |
| Atlético Mineiro (5)    | Goiás EC (20)            | Londrina EC (31)             | Boa EC (44)                  |
| EC Bahia (10)           | AA Ponte Preta (21)      | CRB (32)                     | ABC Natal (45)               |
| Chapecoense (12)        | Avaí FC (22)             | Vila Nova FC (33)            | Botafogo FC (PB) (47)        |
| Fluminense FC (RJ) (13) | Coritiba FC (24)         | Santa Cruz-PE (34)           | Operário Ferroviário EC (50) |
| Botafogo FR (14)        | Atlético Goianiense (25) | Sampaio Corrêa FC (35)       | Clube do Remo (53)           |
| CR Vasco da Gama (15)   | Paraná Clube (26)        | Criciúma EC (36)             | Volta Redonda FC (56)        |
| Sport Recife (16)       | Figueirense FC (27)      | Oeste FC (38)                | Atlético Acreano (60)        |
| EC Vitória (17)         | Paysandu SC (28)         | Grêmio Esportivo Brasil (39) | América FC (RN) (62)         |
| América Mineiro (18)    | EC Juventude (29)        | Luverdense EC (41)           | EC São José (55)             |

| Topf E                   | Topf F                     | Topf G                     | Topf H                       |
| ------------------------ | -------------------------- | -------------------------- | ---------------------------- |
| Moto Club (65)           | Manaus FC (89)             | Galvez EC (123)            | EC São Luiz (-)              |
| Brusque FC (66)          | Brasiliense FC (94)        | Independente AC (129)      | Toledo EC (-)                |
| Imperatriz (67)          | Ferroviária (SP) (99)      | Vitória FC (ES) (151)      | Alagoinhas AC (-)            |
| Campinense Clube (70)    | Novo Hamburgo (105)        | AD Bahia de Feira (160)    | Afogados da Ingazeira FC (-) |
| AA Altos (71)            | AA Coruripe (109)          | SE Gama (160)              | Barbalha FC (-)              |
| Santos FC (AP) (77)      | Bragantino Clube (110)     | Bangu AC (189)             | Caucaia EC (-)               |
| Ríver AC (79)            | Nacional Fast Clube (111)  | EC XV de Novembro (189)    | AD Frei Paulistano (-)       |
| SER Caxias do Sul (84)   | Grêmio Novorizontino (113) | CEO Várzea-Grandense (198) | Lagarto FC (-)               |
| Boavista Sport Club (85) | Palmas FR (118)            | EC Santo André (210)       | Aquidauanense FC (-)         |
| São Raimundo-RR (88)     | União EC (119)             | EC Águia Negra (220)       | Vilhenense EC (-)            |

Die 40 Paarungen wurden am 12. Dezember 2020 ausgelost. Es wurden 10 Gruppen zu je acht Klubs gebildet, welche die ersten 3. Runden untereinander ausspielen. Die Zahlen in Klammern geben nochmals den Platz im CBF Ranking an. Die schlechter platzierten Klubs im Ranking hatten Heimrecht. Bei einem Unentschieden qualifizierte sich automatisch der im Ranking bessere Klub für die zweite Runde.

#### Gruppe 1
In der ersten Runde hatten die im CBF Ranking schlechter platzierten Klubs Heimrecht. Ab der zweiten Runde sind die Mannschaften mit Heimrecht in Kursiv geschrieben. Fehlt die kursive Markierung, so hatte der Sieger Heimrecht. Die Paarungssieger in Fett. Wurde die Entscheidung in der zweiten Runde im Elfmeterschießen ausgetragen, so ist das Ergebnis in Klammern hinter dem eigentlichen Spielergebnis eingetragen.
|  | 1. Runde | 1. Runde        | 1. Runde          |       |                   | 2. Runde | 2. Runde | 2. Runde |
|  |          |                 |                   |       |                   |          |          |          |
|  | 79       | Ríver AC        | 1                 |       |                   |          |          |          |
|  | 10       | EC Bahia        | 0                 |       |                   |          |          |          |
|  | 10       | EC Bahia        | 0                 |       | 79                | Ríver AC | 1 (3)    |          |
|  |          |                 |                   |       | 79                | Ríver AC | 1 (3)    |          |
|  |          | 62              | América FC (RN)   | 1 (4) |                   |          |          |          |
|  | -        | 62              | América FC (RN)   | 1 (4) | EC São Luiz       | 0        |          |          |
|  | -        |                 |                   |       | EC São Luiz       | 0        |          |          |
|  | 62       | América FC (RN) | 0                 |       |                   |          |          |          |
|  | 62       | América FC (RN) | 0                 |       |                   |          |          |          |
|  |          |                 |                   |       |                   |          |          |          |
|  | 109      | AA Coruripe     | 0                 |       |                   |          |          |          |
|  | 109      | AA Coruripe     | 0                 |       |                   |          |          |          |
|  | 29       | EC Juventude    | 0                 |       |                   |          |          |          |
|  | 29       | EC Juventude    | 0                 | 29    | EC Juventude      | 1 (8)    |          |          |
|  |          |                 |                   | 29    | EC Juventude      | 1 (8)    |          |          |
|  |          | 189             | EC XV de Novembro | 1 (7) |                   |          |          |          |
|  | 189      | 189             | EC XV de Novembro | 1 (7) | EC XV de Novembro | 1        |          |          |
|  | 189      |                 |                   |       |                   | 1        |          |          |
|  | 31       | Londrina EC     | 0                 |       |                   |          |          |          |

3. Runde
Das Hinspiel fand am 11. März 2020 im Estádio Alfredo Jaconi in Caxias do Sul statt. Das Rückspiel am 26. August in Natal in der Arena das Dunas.
|                   | Gesamt          |                      | Hinspiel  | Rückspiel |
| ----------------- | --------------- | -------------------- | --------- | --------- |
| EC Juventude (29) | 2:2 (5:3 i. E.) | América FC (RN) (62) | 1:1 (0:1) | 1:1 (0:1) |

#### Gruppe 2
In der ersten Runde hatten die im CBF Ranking schlechter platzierten Klubs Heimrecht. Ab der zweiten Runde sind die Mannschaften mit Heimrecht in Kursiv geschrieben. Fehlt die kursive Markierung, so hatte der Sieger Heimrecht. Die Paarungssieger in Fett. Wurde die Entscheidung in der zweiten Runde im Elfmeterschießen ausgetragen, so ist das Ergebnis in Klammern hinter dem eigentlichen Spielergebnis eingetragen.
|  | 1. Runde | 1. Runde           | 1. Runde           |       |                   | 2. Runde    | 2. Runde | 2. Runde |
|  |          |                    |                    |       |                   |             |          |          |
|  | 84       | SER Caxias do Sul  | 1                  |       |                   |             |          |          |
|  | 14       | Botafogo FR        | 1                  |       |                   |             |          |          |
|  | 14       | Botafogo FR        | 1                  |       | 14                | Botafogo FR | 1 (4)    |          |
|  |          |                    |                    |       | 14                | Botafogo FR | 1 (4)    |          |
|  |          | 41                 | Náutico Capibaribe | 1 (3) |                   |             |          |          |
|  | -        | 41                 | Náutico Capibaribe | 1 (3) | Toledo EC         | 0           |          |          |
|  | -        |                    |                    |       | Toledo EC         | 0           |          |          |
|  | 41       | Náutico Capibaribe | 2                  |       |                   |             |          |          |
|  | 41       | Náutico Capibaribe | 2                  |       |                   |             |          |          |
|  |          |                    |                    |       |                   |             |          |          |
|  | 118      | Palmas FR          | 0                  |       |                   |             |          |          |
|  | 118      | Palmas FR          | 0                  |       |                   |             |          |          |
|  | 26       | Paraná Clube       | 2                  |       |                   |             |          |          |
|  | 26       | Paraná Clube       | 2                  | 26    | Paraná Clube      | 3           |          |          |
|  |          |                    |                    | 26    | Paraná Clube      | 3           |          |          |
|  |          | 160                | AD Bahia de Feira  | 2     |                   |             |          |          |
|  | 160      | 160                | AD Bahia de Feira  | 2     | AD Bahia de Feira | 3           |          |          |
|  | 160      |                    |                    |       |                   | 3           |          |          |
|  | 41       | Luverdense EC      | 1                  |       |                   |             |          |          |

3. Runde
Das Hinspiel fand am 10. März 2020 im Estádio Olímpico Nilton Santos in Rio de Janeiro statt. Das Rückspiel am 26. August in Curitiba im Estádio Durival Britto e Silva.
|                  | Gesamt |                   | Hinspiel  | Rückspiel |
| ---------------- | ------ | ----------------- | --------- | --------- |
| Botafogo FR (14) | 3:1    | Paraná Clube (26) | 1:0 (1:0) | 2:1 (0:0) |

#### Gruppe 3
In der ersten Runde hatten die im CBF Ranking schlechter platzierten Klubs Heimrecht. Ab der zweiten Runde sind die Mannschaften mit Heimrecht in Kursiv geschrieben. Fehlt die kursive Markierung, so hatte der Sieger Heimrecht. Die Paarungssieger in Fett. Wurde die Entscheidung in der zweiten Runde im Elfmeterschießen ausgetragen, so ist das Ergebnis in Klammern hinter dem eigentlichen Spielergebnis eingetragen.
|  | 1. Runde | 1. Runde                | 1. Runde                |    |                    | 2. Runde   | 2. Runde | 2. Runde |
|  |          |                         |                         |    |                    |            |          |          |
|  | 66       | Brusque FC              | 2                       |    |                    |            |          |          |
|  | 16       | Sport Recife            | 1                       |    |                    |            |          |          |
|  | 16       | Sport Recife            | 1                       |    | 66                 | Brusque FC | 5        |          |
|  |          |                         |                         |    | 66                 | Brusque FC | 5        |          |
|  |          | 53                      | Clube do Remo           | 1  |                    |            |          |          |
|  | -        | 53                      | Clube do Remo           | 1  | AD Frei Paulistano | 1          |          |          |
|  | -        |                         |                         |    | AD Frei Paulistano | 1          |          |          |
|  | 53       | Clube do Remo           | 2                       |    |                    |            |          |          |
|  | 53       | Clube do Remo           | 2                       |    |                    |            |          |          |
|  |          |                         |                         |    |                    |            |          |          |
|  | 89       | Manaus FC               | 1                       |    |                    |            |          |          |
|  | 89       | Manaus FC               | 1                       |    |                    |            |          |          |
|  | 24       | Coritiba FC             | 0                       |    |                    |            |          |          |
|  | 24       | Coritiba FC             | 0                       | 89 | Manaus FC          | 0          |          |          |
|  |          |                         |                         | 89 | Manaus FC          | 0          |          |          |
|  |          | 39                      | Grêmio Esportivo Brasil | 1  |                    |            |          |          |
|  | 160      | 39                      | Grêmio Esportivo Brasil | 1  | SE Gama            | 3          |          |          |
|  | 160      |                         |                         |    |                    | 3          |          |          |
|  | 39       | Grêmio Esportivo Brasil | 3                       |    |                    |            |          |          |

3. Runde
Das Hinspiel fand am 12. März 2020 im Estádio Bento Freitas in Pelotas statt. Das Rückspiel am 27. August in Brusque im Estádio Augusto Bauer.
|                              | Gesamt |                 | Hinspiel  | Rückspiel |
| ---------------------------- | ------ | --------------- | --------- | --------- |
| Grêmio Esportivo Brasil (39) | 0:2    | Brusque FC (66) | 0:1 (0:1) | 0:1 (0:1) |

#### Gruppe 4
In der ersten Runde hatten die im CBF Ranking schlechter platzierten Klubs Heimrecht. Ab der zweiten Runde sind die Mannschaften mit Heimrecht in Kursiv geschrieben. Fehlt die kursive Markierung, so hatte der Sieger Heimrecht. Die Paarungssieger in Fett. Wurde die Entscheidung in der zweiten Runde im Elfmeterschießen ausgetragen, so ist das Ergebnis in Klammern hinter dem eigentlichen Spielergebnis eingetragen.
|  | 1. Runde | 1. Runde        | 1. Runde |       |                 | 2. Runde    | 2. Runde | 2. Runde |
|  |          |                 |          |       |                 |             |          |          |
|  | 88       | São Raimundo-RR | 2        |       |                 |             |          |          |
|  | 4        | Cruzeiro EC     | 2        |       |                 |             |          |          |
|  | 4        | Cruzeiro EC     | 2        |       | 4               | Cruzeiro EC | 1 (5)    |          |
|  |          |                 |          |       | 4               | Cruzeiro EC | 1 (5)    |          |
|  |          | 44              | Boa EC   | 1 (4) |                 |             |          |          |
|  | -        | 44              | Boa EC   | 1 (4) | Vilhenense EC   | 1           |          |          |
|  | -        |                 |          |       | Vilhenense EC   | 1           |          |          |
|  | 44       | Boa EC          | 1        |       |                 |             |          |          |
|  | 44       | Boa EC          | 1        |       |                 |             |          |          |
|  |          |                 |          |       |                 |             |          |          |
|  | 94       | Brasiliense FC  | 1        |       |                 |             |          |          |
|  | 94       | Brasiliense FC  | 1        |       |                 |             |          |          |
|  | 28       | Paysandu SC     | 1        |       |                 |             |          |          |
|  | 28       | Paysandu SC     | 1        | 28    | Paysandu SC     | 1 (3)       |          |          |
|  |          |                 |          | 28    | Paysandu SC     | 1 (3)       |          |          |
|  |          | 32              | CRB      | 1 (5) |                 |             |          |          |
|  | 129      | 32              | CRB      | 1 (5) | Independente AC | 2           |          |          |
|  | 129      |                 |          |       |                 | 2           |          |          |
|  | 32       | CRB             | 3        |       |                 |             |          |          |

3. Runde
Das Hinspiel fand am 11. März 2020 im Estádio Governador Magalhães Pinto in Belo Horizonte statt. Das Rückspiel am 26. August in Maceió im Estádio Rei Pelé.
|                 | Gesamt |                              | Hinspiel  | Rückspiel |
| --------------- | ------ | ---------------------------- | --------- | --------- |
| Cruzeiro EC (4) | 1:3    | Clube de Regatas Brasil (32) | 0:2 (0:1) | 1:1 (1:1) |

#### Gruppe 5
In der ersten Runde hatten die im CBF Ranking schlechter platzierten Klubs Heimrecht. Ab der zweiten Runde sind die Mannschaften mit Heimrecht in Kursiv geschrieben. Fehlt die kursive Markierung, so hatte der Sieger Heimrecht. Die Paarungssieger in Fett. Wurde die Entscheidung in der zweiten Runde im Elfmeterschießen ausgetragen, so ist das Ergebnis in Klammern hinter dem eigentlichen Spielergebnis eingetragen.
|  | 1. Runde | 1. Runde             | 1. Runde         |    |                 | 2. Runde           | 2. Runde | 2. Runde |
|  |          |                      |                  |    |                 |                    |          |          |
|  | 65       | Moto Club            | 2                |    |                 |                    |          |          |
|  | 13       | Fluminense FC (RJ)   | 4                |    |                 |                    |          |          |
|  | 13       | Fluminense FC (RJ)   | 4                |    | 13              | Fluminense FC (RJ) | 2        |          |
|  |          |                      |                  |    | 13              | Fluminense FC (RJ) | 2        |          |
|  |          | 47                   | Botafogo FC (PB) | 0  |                 |                    |          |          |
|  | -        | 47                   | Botafogo FC (PB) | 0  | Alagoinhas AC   | 0                  |          |          |
|  | -        |                      |                  |    | Alagoinhas AC   | 0                  |          |          |
|  | 47       | Botafogo FC (PB)     | 0                |    |                 |                    |          |          |
|  | 47       | Botafogo FC (PB)     | 0                |    |                 |                    |          |          |
|  |          |                      |                  |    |                 |                    |          |          |
|  | 113      | Grêmio Novorizontino | 1                |    |                 |                    |          |          |
|  | 113      | Grêmio Novorizontino | 1                |    |                 |                    |          |          |
|  | 27       | Figueirense FC       | 2                |    |                 |                    |          |          |
|  | 27       | Figueirense FC       | 2                | 27 | Figueirense FC  | 1                  |          |          |
|  |          |                      |                  | 27 | Figueirense FC  | 1                  |          |          |
|  |          | 151                  | Vitória FC (ES)  | 0  |                 |                    |          |          |
|  | 151      | 151                  | Vitória FC (ES)  | 0  | Vitória FC (ES) | 2                  |          |          |
|  | 151      |                      |                  |    |                 | 2                  |          |          |
|  | 30       | CS Alagoano          | 1                |    |                 |                    |          |          |

3. Runde
Das Hinspiel fand am 11. März 2020 im Estádio Orlando Scarpelli in Florianópolis statt. Das Rückspiel am 25. August in Rio de Janeiro im Maracanã.
|                     | Gesamt |                    | Hinspiel  | Rückspiel |
| ------------------- | ------ | ------------------ | --------- | --------- |
| Figueirense FC (27) | 1:3    | Fluminense FC (13) | 1:0 (0:0) | 0:3 (0:1) |

#### Gruppe 6
In der ersten Runde hatten die im CBF Ranking schlechter platzierten Klubs Heimrecht. Ab der zweiten Runde sind die Mannschaften mit Heimrecht in Kursiv geschrieben. Fehlt die kursive Markierung, so hatte der Sieger Heimrecht. Die Paarungssieger in Fett. Wurde die Entscheidung in der zweiten Runde im Elfmeterschießen ausgetragen, so ist das Ergebnis in Klammern hinter dem eigentlichen Spielergebnis eingetragen.
|  | 1. Runde | 1. Runde            | 1. Runde      |       |                      | 2. Runde    | 2. Runde | 2. Runde |
|  |          |                     |               |       |                      |             |          |          |
|  | 85       | Boavista SC         | 0             |       |                      |             |          |          |
|  | 12       | Chapecoense         | 2             |       |                      |             |          |          |
|  | 12       | Chapecoense         | 2             |       | 12                   | Chapecoense | 0 (4)    |          |
|  |          |                     |               |       | 12                   | Chapecoense | 0 (4)    |          |
|  |          | 55                  | EC São José   | 0 (5) |                      |             |          |          |
|  | -        | 55                  | EC São José   | 0 (5) | Caucaia EC           | 1           |          |          |
|  | -        |                     |               |       | Caucaia EC           | 1           |          |          |
|  | 55       | EC São José         | 2             |       |                      |             |          |          |
|  | 55       | EC São José         | 2             |       |                      |             |          |          |
|  |          |                     |               |       |                      |             |          |          |
|  | 119      | União EC            | 0             |       |                      |             |          |          |
|  | 119      | União EC            | 0             |       |                      |             |          |          |
|  | 25       | Atlético Goianiense | 1             |       |                      |             |          |          |
|  | 25       | Atlético Goianiense | 1             | 25    | Atlético Goianiense  | 1 (4)       |          |          |
|  |          |                     |               | 25    | Atlético Goianiense  | 1 (4)       |          |          |
|  |          | 34                  | Santa Cruz-PE | 1 (3) |                      |             |          |          |
|  | 198      | 34                  | Santa Cruz-PE | 1 (3) | CEO Várzea-Grandense | 0           |          |          |
|  | 198      |                     |               |       |                      | 0           |          |          |
|  | 34       | Santa Cruz-PE       | 0             |       |                      |             |          |          |

3. Runde
Das Hinspiel fand am 11. März 2020 im Estádio Olímpico Pedro Ludovico Teixeira in Goiânia statt. Das Rückspiel am 27. August in Porto Alegre im Estádio Francisco Novelletto Neto.
|                          | Gesamt |                  | Hinspiel  | Rückspiel |
| ------------------------ | ------ | ---------------- | --------- | --------- |
| Atlético Goianiense (25) | 2:1    | EC São José (55) | 2:0 (2:0) | 0:1 (0:1) |

#### Gruppe 7
In der ersten Runde hatten die im CBF Ranking schlechter platzierten Klubs Heimrecht. Ab der zweiten Runde sind die Mannschaften mit Heimrecht in Kursiv geschrieben. Fehlt die kursive Markierung, so hatte der Sieger Heimrecht. Die Paarungssieger in Fett. Wurde die Entscheidung in der zweiten Runde im Elfmeterschießen ausgetragen, so ist das Ergebnis in Klammern hinter dem eigentlichen Spielergebnis eingetragen.
|  | 1. Runde | 1. Runde         | 1. Runde   |       |            | 2. Runde   | 2. Runde | 2. Runde |
|  |          |                  |            |       |            |            |          |          |
|  | 67       | Imperatriz       | 0          |       |            |            |          |          |
|  | 17       | EC Vitória       | 0          |       |            |            |          |          |
|  | 17       | EC Vitória       | 0          |       | 17         | EC Vitória | 3        |          |
|  |          |                  |            |       | 17         | EC Vitória | 3        |          |
|  |          | -                | Lagarto FC | 1     |            |            |          |          |
|  | -        | -                | Lagarto FC | 1     | Lagarto FC | 1          |          |          |
|  | -        |                  |            |       | Lagarto FC | 1          |          |          |
|  | 56       | Volta Redonda FC | 0          |       |            |            |          |          |
|  | 56       | Volta Redonda FC | 0          |       |            |            |          |          |
|  |          |                  |            |       |            |            |          |          |
|  | 110      | Bragantino Clube | 1          |       |            |            |          |          |
|  | 110      | Bragantino Clube | 1          |       |            |            |          |          |
|  | 19       | Ceará SC         | 2          |       |            |            |          |          |
|  | 19       | Ceará SC         | 2          | 19    | Ceará SC   | 1 (4)      |          |          |
|  |          |                  |            | 19    | Ceará SC   | 1 (4)      |          |          |
|  |          | 38               | Oeste FC   | 1 (2) |            |            |          |          |
|  | 189      | 38               | Oeste FC   | 1 (2) | Bangu AC   | 1          |          |          |
|  | 189      |                  |            |       |            | 1          |          |          |
|  | 38       | Oeste FC         | 1          |       |            |            |          |          |

3. Runde
Das Hinspiel fand am 12. März 2020 im Estádio Plácido Aderaldo Castelo in Fortaleza statt. Das Rückspiel am 26. August in Salvador im Estádio Manoel Barradas.
|               | Gesamt |                 | Hinspiel  | Rückspiel |
| ------------- | ------ | --------------- | --------- | --------- |
| Ceará SC (19) | 5:3    | EC Vitória (17) | 1:0 (1:0) | 4:3 (1:2) |

#### Gruppe 8
In der ersten Runde hatten die im CBF Ranking schlechter platzierten Klubs Heimrecht. Ab der zweiten Runde sind die Mannschaften mit Heimrecht in Kursiv geschrieben. Fehlt die kursive Markierung, so hatte der Sieger Heimrecht. Die Paarungssieger in Fett. Wurde die Entscheidung in der zweiten Runde im Elfmeterschießen ausgetragen, so ist das Ergebnis in Klammern hinter dem eigentlichen Spielergebnis eingetragen.
|  | 1. Runde | 1. Runde         | 1. Runde     |       |                | 2. Runde         | 2. Runde | 2. Runde |
|  |          |                  |              |       |                |                  |          |          |
|  | 70       | Campinense Clube | 0            |       |                |                  |          |          |
|  | 5        | Atlético Mineiro | 0            |       |                |                  |          |          |
|  | 5        | Atlético Mineiro | 0            |       | 5              | Atlético Mineiro | 2 (6)    |          |
|  |          |                  |              |       | 5              | Atlético Mineiro | 2 (6)    |          |
|  |          | -                | Afogados FC  | 2 (7) |                |                  |          |          |
|  | -        | -                | Afogados FC  | 2 (7) | Afogados FC    | 3                |          |          |
|  | -        |                  |              |       | Afogados FC    | 3                |          |          |
|  | 60       | Atlético Acreano | 0            |       |                |                  |          |          |
|  | 60       | Atlético Acreano | 0            |       |                |                  |          |          |
|  |          |                  |              |       |                |                  |          |          |
|  | 105      | Novo Hamburgo    | 1            |       |                |                  |          |          |
|  | 105      | Novo Hamburgo    | 1            |       |                |                  |          |          |
|  | 21       | AA Ponte Preta   | 2            |       |                |                  |          |          |
|  | 21       | AA Ponte Preta   | 2            | 21    | AA Ponte Preta | 0 (5)            |          |          |
|  |          |                  |              | 21    | AA Ponte Preta | 0 (5)            |          |          |
|  |          | 33               | Vila Nova FC | 0 (3) |                |                  |          |          |
|  | 123      | 33               | Vila Nova FC | 0 (3) | Galvez EC      | 0                |          |          |
|  | 123      |                  |              |       |                | 0                |          |          |
|  | 33       | Vila Nova FC     | 1            |       |                |                  |          |          |

3. Runde
Das Hinspiel fand am 12. März 2020 im Estádio Moisés Lucarelli in Campinas statt. Das Rückspiel am 25. August in Afogados da Ingazeira im Estádio Valdemar Viana de Araújo.
|                     | Gesamt |                              | Hinspiel  | Rückspiel |
| ------------------- | ------ | ---------------------------- | --------- | --------- |
| AA Ponte Preta (21) | 5:0    | Afogados da Ingazeira FC (-) | 3:0 (1:0) | 2:0 (1:0) |

#### Gruppe 9
In der ersten Runde hatten die im CBF Ranking schlechter platzierten Klubs Heimrecht. Ab der zweiten Runde sind die Mannschaften mit Heimrecht in Kursiv geschrieben. Fehlt die kursive Markierung, so hatte der Sieger Heimrecht. Die Paarungssieger in Fett. Wurde die Entscheidung in der zweiten Runde im Elfmeterschießen ausgetragen, so ist das Ergebnis in Klammern hinter dem eigentlichen Spielergebnis eingetragen.
|  | 1. Runde | 1. Runde            | 1. Runde       |    |                  | 2. Runde         | 2. Runde | 2. Runde |
|  |          |                     |                |    |                  |                  |          |          |
|  | 71       | AA Altos            | 1              |    |                  |                  |          |          |
|  | 15       | CR Vasco da Gama    | 1              |    |                  |                  |          |          |
|  | 15       | CR Vasco da Gama    | 1              |    | 15               | CR Vasco da Gama | 1        |          |
|  |          |                     |                |    | 15               | CR Vasco da Gama | 1        |          |
|  |          | 45                  | ABC Natal      | 0  |                  |                  |          |          |
|  | -        | 45                  | ABC Natal      | 0  | Aquidauanense FC | 0                |          |          |
|  | -        |                     |                |    | Aquidauanense FC | 0                |          |          |
|  | 45       | ABC Natal           | 1              |    |                  |                  |          |          |
|  | 45       | ABC Natal           | 1              |    |                  |                  |          |          |
|  |          |                     |                |    |                  |                  |          |          |
|  | 111      | Nacional Fast Clube | 0              |    |                  |                  |          |          |
|  | 111      | Nacional Fast Clube | 0              |    |                  |                  |          |          |
|  | 20       | Goiás EC            | 2              |    |                  |                  |          |          |
|  | 20       | Goiás EC            | 2              | 20 | Goiás EC         | 2                |          |          |
|  |          |                     |                | 20 | Goiás EC         | 2                |          |          |
|  |          | 210                 | EC Santo André | 0  |                  |                  |          |          |
|  | 210      | 210                 | EC Santo André | 0  | EC Santo André   | 4                |          |          |
|  | 210      |                     |                |    |                  | 4                |          |          |
|  | 36       | Criciúma EC         | 1              |    |                  |                  |          |          |

3. Runde
Das Hinspiel fand am 12. März 2020 im Estádio São Januário in Rio de Janeiro statt. Das Rückspiel am 26. August in Goiânia im Estádio Hailé Pinheiro.
|                       | Gesamt          |               | Hinspiel  | Rückspiel |
| --------------------- | --------------- | ------------- | --------- | --------- |
| CR Vasco da Gama (15) | 2:2 (3:2 i. E.) | Goiás EC (20) | 0:1 (0:1) | 2:1 (1:1) |

#### Gruppe 10
In der ersten Runde hatten die im CBF Ranking schlechter platzierten Klubs Heimrecht. Ab der zweiten Runde sind die Mannschaften mit Heimrecht in Kursiv geschrieben. Fehlt die kursive Markierung, so hatte der Sieger Heimrecht. Die Paarungssieger in Fett. Wurde die Entscheidung in der zweiten Runde im Elfmeterschießen ausgetragen, so ist das Ergebnis in Klammern hinter dem eigentlichen Spielergebnis eingetragen.
|  | 1. Runde | 1. Runde                | 1. Runde                |    |                  | 2. Runde        | 2. Runde | 2. Runde |
|  |          |                         |                         |    |                  |                 |          |          |
|  | 77       | Santos FC (AP)          | 1                       |    |                  |                 |          |          |
|  | 18       | América Mineiro         | 1                       |    |                  |                 |          |          |
|  | 18       | América Mineiro         | 1                       |    | 18               | América Mineiro | 2        |          |
|  |          |                         |                         |    | 18               | América Mineiro | 2        |          |
|  |          | 50                      | Operário Ferroviário EC | 0  |                  |                 |          |          |
|  | -        | 50                      | Operário Ferroviário EC | 0  | Barbalha FC      | 0               |          |          |
|  | -        |                         |                         |    | Barbalha FC      | 0               |          |          |
|  | 50       | Operário Ferroviário EC | 3                       |    |                  |                 |          |          |
|  | 50       | Operário Ferroviário EC | 3                       |    |                  |                 |          |          |
|  |          |                         |                         |    |                  |                 |          |          |
|  | 99       | Ferroviária (SP)        | 2                       |    |                  |                 |          |          |
|  | 99       | Ferroviária (SP)        | 2                       |    |                  |                 |          |          |
|  | 22       | Avaí FC                 | 0                       |    |                  |                 |          |          |
|  | 22       | Avaí FC                 | 0                       | 99 | Ferroviária (SP) | 6               |          |          |
|  |          |                         |                         | 99 | Ferroviária (SP) | 6               |          |          |
|  |          | 220                     | EC Águia Negra          | 2  |                  |                 |          |          |
|  | 220      | 220                     | EC Águia Negra          | 2  | EC Águia Negra   | 2               |          |          |
|  | 220      |                         |                         |    |                  | 2               |          |          |
|  | 35       | Sampaio Corrêa FC       | 1                       |    |                  |                 |          |          |

3. Runde
Das Hinspiel fand am 11. März 2020 im Estádio Doutor Adhemar de Barros in Araraquara statt. Das Rückspiel am 25. August in Belo Horizonte im Estádio Independência.
|                                         | Gesamt |                      | Hinspiel | Rückspiel |
| --------------------------------------- | ------ | -------------------- | -------- | --------- |
| Associação Ferroviária de Esportes (99) | 0:1    | América Mineiro (18) | 0:0      | 0:1 (0:0) |

### 4. Runde
Die Paarungen für die vierte Runde wurden am 1. September 2020 ausgelost. In dieser Runde findet die Auswärtstorregel Anwendung. Sollte nach dieser keine Entscheidung gefallen sein, kommt es zum Elfmeterschießen. Die Hinrundenspiele finden am 16. und 17. September statt. Die Rückrunde wird vom 22. und 24. September ausgetragen.
| Datum       |                     | Gesamt |                              | Hinspiel  | Rückspiel |
| ----------- | ------------------- | ------ | ---------------------------- | --------- | --------- |
| 16.9./22.9. | AA Ponte Preta (21) | 3:5    | América Mineiro (18)         | 2:2 (1:1) | 1:3 (0:2) |
| 16.9./23.9. | Brusque FC (66)     | 1:7    | Ceará SC (19)                | 0:2 (0:1) | 1:5 (1:1) |
| 16.9./24.9. | Fluminense FC (13)  | 2:3    | Atlético Goianiense (25)     | 1:0 (0:0) | 1:3 (1:1) |
| 17.9./22.9. | EC Juventude (29)   | 2:1    | Clube de Regatas Brasil (32) | 2:0 (1:0) | 0:1 (0:1) |
| 17.9./23.9. | Botafogo FR (14)    | 1:0    | CR Vasco da Gama (15)        | 1:0 (0:0) | 0:0       |

### Achtelfinale
Im Achtelfinale traten die fünf Sieger-Mannschaften aus der vierten Runde sowie die elf direkt qualifizierten Klubs an.
Qualifizierte Mannschaften aus der vierten Runde:
- América Mineiro (8)
- Botafogo FR (14)
- Ceará SC (19)
- Atlético Goianiense (25)
- EC Juventude (29)

Auslosung
Die Auslosung für das Achtelfinale fand am 1. Oktober 2020 statt. Es wurden zwei Lostöpfe gebildet. In Topf A kamen die Qualifikanten aus der Copa Libertadores. In Tops B die weiteren drei Direktqualifikanten sowie die fünf Sieger der Runde 4. In beiden Töpfen wurden alle Klubs nach dem Ranking des CBF sortiert. Es wurden die Mannschaften aus Topf A gegen die aus Topf B gezogen.
| Topf A                   | Topf B                   |
| ------------------------ | ------------------------ |
| SE Palmeiras (1)         | Botafogo FR (14)         |
| CR Flamengo (2)          | América Mineiro (18)     |
| Grêmio FBPA (3)          | Ceará SC (19)            |
| FC Santos (5)            | Fortaleza EC (23)        |
| Athletico Paranaense (6) | Atlético Goianiense (25) |
| SC Corinthians (8)       | EC Juventude (29)        |
| SC Internacional (9)     | Red Bull Bragantino (37) |
| FC São Paulo (11)        | Cuiabá EC (43)           |

| Datum         |                      | Gesamt |                  | Hinspiel  | Rückspiel              |
| ------------- | -------------------- | ------ | ---------------- | --------- | ---------------------- |
| 14.10./25.10. | Fortaleza EC         | 5:5    | FC São Paulo     | 3:3 (2:2) | 2:2 (1:0) (9:10 i. E.) |
| 27.10./3.11.  | Botafogo FR          | 0:1    | Cuiabá EC        | 0:1 (0:0) | 0:0                    |
| 28.10./3.11.  | Atlético Goianiense  | 2:4    | SC Internacional | 1:2 (0:1) | 1:2 (0:0)              |
| 28.10./4.11.  | FC Santos            | 0:1    | Ceará SC         | 0:0       | 0:1 (0:0)              |
| 28.10./4.11.  | Athletico Paranaense | 2:4    | CR Flamengo      | 0:1 (0:1) | 2:3 (1:2)              |
| 28.10./4.11.  | SC Corinthians       | 1:2    | América Mineiro  | 0:1 (0:0) | 1:1 (0:0)              |
| 29.10./5.11.  | Red Bull Bragantino  | 1:4    | SE Palmeiras     | 1:3 (0:3) | 0:1 (0:1)              |
| 29.10./5.11.  | Grêmio FBPA          | 2:0    | EC Juventude     | 1:0 (1:0) | 1:0 (0:0)              |

### Turnierplan ab Viertelfinale
Die Paarungen für das Viertelfinale wurden am 6. November ausgelost. Dabei kamen alle Klubs in einen Lostopf. Qualifizierte Klubs in Reihenfolge des CBF Ranking:
- SE Palmeiras (1)
- CR Flamengo (2)
- Grêmio FBPA (3)
- SC Internacional (9)
- FC São Paulo (11)
- América Mineiro (18)
- Ceará SC (19)
- Cuiabá EC (43)

Turnierplan
Die Mannschaft, welche zuerst Heimrecht hat, wird bei nachstehenden Paarungen zuerst genannt. Tore in Klammern sind die Ergebnisse aus Elfmeterschießen.

|  | Viertelfinale | Viertelfinale    | Viertelfinale | Viertelfinale | Viertelfinale |    |                 | Halbfinale  | Halbfinale | Halbfinale | Halbfinale | Halbfinale |  |  | Finale | Finale | Finale | Finale | Finale |
|  |               |                  |               |               |               |    |                 |             |            |            |            |            |  |  |        |        |        |        |        |
|  | 2             | CR Flamengo      | 1             | 0             | 1             |    |                 |             |            |            |            |            |  |  |        |        |        |        |        |
|  | 11            | FC São Paulo     | 2             | 3             | 5             |    |                 |             |            |            |            |            |  |  |        |        |        |        |        |
|  | 11            | FC São Paulo     | 2             | 3             | 5             | 11 | FC São Paulo    | 0           | 0          | 0          |            |            |  |  |        |        |        |        |        |
|  |               |                  |               |               |               | 11 | FC São Paulo    | 0           | 0          | 0          |            |            |  |  |        |        |        |        |        |
|  |               | 3                | Grêmio FBPA   | 1             | 0             | 1  |                 |             |            |            |            |            |  |  |        |        |        |        |        |
|  | 43            | 3                | Grêmio FBPA   | 1             | 0             | 1  | Cuiabá EC       | 1           | 0          | 1          |            |            |  |  |        |        |        |        |        |
|  | 43            |                  |               |               |               |    | Cuiabá EC       | 1           | 0          | 1          |            |            |  |  |        |        |        |        |        |
|  | 3             | Grêmio FBPA      | 2             | 2             | 4             |    |                 |             |            |            |            |            |  |  |        |        |        |        |        |
|  |               |                  |               |               |               |    |                 | Grêmio FBPA | 0          | 0          | 0          |            |  |  |        |        |        |        |        |
|  |               |                  | SE Palmeiras  | 1             | 2             | 3  |                 |             |            |            |            |            |  |  |        |        |        |        |        |
|  | 9             | SC Internacional | 0             | 1             | 1 (5)         |    |                 |             |            |            |            |            |  |  |        |        |        |        |        |
|  | 18            | América Mineiro  | 1             | 0             | 1 (6)         |    |                 |             |            |            |            |            |  |  |        |        |        |        |        |
|  | 18            | América Mineiro  | 1             | 0             | 1 (6)         | 18 | América Mineiro | 1           | 0          | 1          |            |            |  |  |        |        |        |        |        |
|  |               |                  |               |               |               | 18 | América Mineiro | 1           | 0          | 1          |            |            |  |  |        |        |        |        |        |
|  |               | 1                | SE Palmeiras  | 1             | 2             | 3  |                 |             |            |            |            |            |  |  |        |        |        |        |        |
|  | 1             | 1                | SE Palmeiras  | 1             | 2             | 3  | SE Palmeiras    | 3           | 2          | 5          |            |            |  |  |        |        |        |        |        |
|  | 1             |                  |               |               |               |    | SE Palmeiras    | 3           | 2          | 5          |            |            |  |  |        |        |        |        |        |
|  | 19            | Ceará SC         | 0             | 2             | 2             |    |                 |             |            |            |            |            |  |  |        |        |        |        |        |

### Viertelfinale
| Datum         |                  | Gesamt          |                 | Hinspiel  | Rückspiel |
| ------------- | ---------------- | --------------- | --------------- | --------- | --------- |
| 11.11./18.11. | CR Flamengo      | 1:5             | FC São Paulo    | 1:2 (0:0) | 0:3 (0:0) |
| 11.11./18.11. | Cuiabá EC        | 1:4             | Grêmio FBPA     | 1:2 (1:2) | 0:2 (0:2) |
| 11.11./18.11. | SC Internacional | 1:1 (5:6 i. E.) | América Mineiro | 0:1 (0:1) | 1:0 (0:0) |
| 11.11./18.11. | SE Palmeiras     | 5:2             | Ceará SC        | 3:0 (3:0) | 2:2 (2:0) |

### Halbfinale
Die Ziehung welche Mannschaft im Halbfinale zunächst Heimrecht hat erfolgte am 24. November 2020.
| Datum         |              | Gesamt |                 | Hinspiel  | Rückspiel |
| ------------- | ------------ | ------ | --------------- | --------- | --------- |
| 23.12./30.12. | Grêmio FBPA  | 1:0    | FC São Paulo    | 1:0 (0:0) | 0:0       |
| 23.12./30.12. | SE Palmeiras | 3:1    | América Mineiro | 1:1 (1:1) | 2:0 (0:0) |

### Finale
Die Ziehung des ersten Heimrechtes der Finalspiele fand am 14. Januar 2021 in der Zentrale des CBF in Rio de Janeiro statt. Nachdem Palmeiras die Copa Libertadores 2020 gewann, wurden die Finalspiele im Copa do Brasil verlegt. Hintergrund war die Teilnahme von Palmeiras für die FIFA-Klub-Weltmeisterschaft 2020 als Copa-Libertadores-Sieger.

#### Hinspiel
| Grêmio FBPA                                        | Grêmio FBPA | SE Palmeiras | SE Palmeiras |
| -------------------------------------------------- | --- | --- | ------------ |
| Grêmio FBPA                                        | \| 28. Februar 2021 in Porto Alegre (Arena do Grêmio) \| \| Ergebnis: 0:1 (0:1) \| \| Zuschauer: ohne \| \| Schiedsrichter: Marcelo de Lima Henrique \| \| Spielbericht \| | \| 28. Februar 2021 in Porto Alegre (Arena do Grêmio) \| \| Ergebnis: 0:1 (0:1) \| \| Zuschauer: ohne \| \| Schiedsrichter: Marcelo de Lima Henrique \| \| Spielbericht \| | SE Palmeiras |
| Grêmio FBPA                                        | 01 Paulo Victor 02 Victor Ferraz 71. 28 Paulo Miranda 81. 04 Walter Kannemann 86′ 32 Diogo 53′ 08 Maicón 70. 07 Matheus Henrique 10 Jean Pyerre 81. 25 Pepê 29 Diego Souza 23 Alisson 82. Reserve 27 Vanderlei 12 Bruno Cortez 14 David Braz 35 Vanderson 81. 90+2′ 38 Rodrigues 15 Darlan Mendes 16 Lucas Silva 20 Thaciano 82. 46 Isaque 81. 19 Diego Churín 71. 47 Aldemir 70. 11 Éverton Cheftrainer: Renato Gaúcho ( Brasilien) | 21 Wéverton 02 Marcos Rocha 13 Luan Garcia 64′ 15 Gustavo Gómez 17 Matías Viña 30 Felipe Melo 08 Zé Rafael 78′ 78. 23 Raphael Veiga 63. 11 Rony 63. 47 Wesley 66. 10 Luiz Adriano 71. Reserve 42 Jailson 72 Vinicius Silvestre 12 Mayke 78. 16 Lucas Esteves 26 Renan 33 Alan Empereur 66. 14 Gustavo Scarpa 20 Lucas Lima 25 Gabriel Menino 66. 28 Danilo 78. 27 Gabriel Veron 71. 29 Willian 84′ Cheftrainer: Abel Ferreira ( Portugal) | SE Palmeiras |
| Grêmio FBPA                                        | 0:1 Gustavo Gómez (31.) | | SE Palmeiras |
| Grêmio FBPA                                        | Luan Garica erhielt die rote Karte für einen Schlag ins Gesicht von Diego Souza. | | SE Palmeiras |
| Grêmio FBPA                                        | Spieler des Spiels: Gustavo Gómez | | SE Palmeiras |
| 28. Februar 2021 in Porto Alegre (Arena do Grêmio) | | |              |
| Ergebnis: 0:1 (0:1)                                | | |              |
| Zuschauer: ohne                                    | | |              |
| Schiedsrichter: Marcelo de Lima Henrique           | | |              |
| Spielbericht                                       | | |              |

#### Rückspiel
| SE Palmeiras                               | SE Palmeiras | Grêmio FBPA | Grêmio FBPA |
| ------------------------------------------ | --- | --- | ----------- |
| SE Palmeiras                               | \| 7. März 2021 in São Paulo (Allianz Parque) \| \| Ergebnis: 2:0 (0:0) \| \| Zuschauer: ohne \| \| Schiedsrichter: Bruno Arleu de Araújo \| \| Spielbericht \| | \| 7. März 2021 in São Paulo (Allianz Parque) \| \| Ergebnis: 2:0 (0:0) \| \| Zuschauer: ohne \| \| Schiedsrichter: Bruno Arleu de Araújo \| \| Spielbericht \| | Grêmio FBPA |
| SE Palmeiras                               | 21 Wéverton 02 Marcos Rocha 86′ 15 Gustavo Gómez 33 Alan Empereur 17 Matías Viña 30 Felipe Melo 08 Zé Rafael 16′ 62. 23 Raphael Veiga 74. 11 Rony 47 Wesley 74. 10 Luiz Adriano 74. Reserve 42 Jailson 04 Benjamín Kuscevic 12 Mayke 53′ 74. 16 Lucas Esteves 85′ 26 Renan 05 Patrick de Paula 62. 14 Gustavo Scarpa 20 Lucas Lima 25 Gabriel Menino 74. 28 Danilo 27 Gabriel Veron 29 Willian 74. Cheftrainer: Abel Ferreira ( Portugal) | 01 Paulo Victor 35 Vanderson 77. 28 Paulo Miranda 26′ 04 Walter Kannemann 29′ 77. 32 Diogo 08 Maicón 07 Matheus Henrique 20 Thaciano 68. 23 Alisson 59. 29 Diego Souza 25 Pepê 59. Reserve 27 Vanderlei 02 Victor Ferraz 77. 12 Bruno Cortez 14 David Braz 38 Rodrigues 10 Jean Pyerre 68. 15 Darlan Mendes 16 Lucas Silva 46 Isaque 19 Diego Churín 77. 39 Guilherme Azevedo 59. 47 Aldemir 59. Cheftrainer: Renato Gaúcho ( Brasilien) | Grêmio FBPA |
| SE Palmeiras                               | 1:0 Wesley (53.) 2:0 Gabriel Menino (84.) | | Grêmio FBPA |
| SE Palmeiras                               | Mayke erhielt die gelbe Karte als Reservespieler für das Betreten des Feldes für einen Torjubel, ebenso Lucas Esteves. | | Grêmio FBPA |
| SE Palmeiras                               | Spieler des Spiels: Wesley | | Grêmio FBPA |
| 7. März 2021 in São Paulo (Allianz Parque) | | |             |
| Ergebnis: 2:0 (0:0)                        | | |             |
| Zuschauer: ohne                            | | |             |
| Schiedsrichter: Bruno Arleu de Araújo      | | |             |
| Spielbericht                               | | |             |

## Die Meistermannschaft
Die Zahlen in Klammern geben die Anzahl der Spieleinsätze und Tore an. Spieler ohne Spieleinsätze standen im laufenden Wettbewerb mind. in einem Spiel im Kader und waren bis zum Finale teil dessen.
| 4. | SE Palmeiras |
|    | - Tor: 21 Wéverton (7/0) 42 Jailson (1/0) 72 Vinicius Silvestre (0/0) - Abwehr: 04 Benjamín Kuscevic (0/0) 03 Emerson Santos (3/0) 12 Mayke (5/0) 15 Gustavo Gómez (7/2) 17 Matías Viña (6/0) 26 Victor Luis (4/0) 02 Marcos Rocha (6/0) 13 Luan Garcia (4/0) 16 Lucas Esteves (1/0) 33 Alan Empereur (3/0) - Mittelfeld: 08 Zé Rafael (7/0) 20 Lucas Lima (5/0) 25 Gabriel Menino (6/1) 28 Danilo (5/0) 05 Patrick de Paula (4/0) 14 Gustavo Scarpa (5/1) 23 Raphael Veiga (8/4) 30 Felipe Melo (4/0) 36 Vitinho (0/0) - Angriff: 11 Rony (7/1) 29 Willian (7/0) 49 Gabriel Vieira (2/0) 10 Luiz Adriano (7/2) 27 Gabriel Veron(4/2) 38 Marcelinho (1/0) 47 Wesley (4/2) 58 Anibal Vega (1/0) |

- Ramires bestritt drei Spiele für Palmeiras in dem Wettbewerb, hatte den Klub aber im November bereits wieder verlassen.
- Breno Lopes war zum Zeitpunkt des Titelgewinns seit November im Kader und war für Palmeiras São Paulo im Copa do Brasil nicht spielberechtigt, da er bereits in dieser Pokalsaison für EC Juventude antrat.[14]

## Torschützenliste
| Platz | Spieler         | Klub            | 1. Rd. | 2. Rd. | 3. Rd. Hin. | 3. Rd. Rück. | 4. Rd. Hin. | 4. Rd. Rück. | 1/8 Fin. Hin. | 1/8 Fin. Rück. | 1/4 Fin. Hin. | 1/4 Fin. Rück. | 1/2 Fin. Hin. | 1/2 Fin. Rück. | Final Hin. | Final Rück. | Gesamt |
| ----- | --------------- | --------------- | ------ | ------ | ----------- | ------------ | ----------- | ------------ | ------------- | -------------- | ------------- | -------------- | ------------- | -------------- | ---------- | ----------- | ------ |
| 1     | Léo Gamalho     | CRB             | 1      | 1      | 2           | 1            | 0           | 1            | x             | x              | x             | x              | x             | x              | x          | x           | 6 Tore |
| 1     | Brenner         | FC São Paulo    | x      | x      | x           | x            | x           | x            | 2             | 2              | 2             | 0              | 0             | 0              | x          | x           | 6 Tore |
| 1     | Rodolfo         | América Mineiro | 1      | 1      | 0           | 1            | 0           | 1            | 0             | 1              | 1             | 0              | 0             | 0              | x          | x           | 6 Tore |
| 1     | Nenê            | Fluminense      | 1      | 1      | 2           | 1            | 0           | 0            | x             | x              | x             | x              | x             | x              | x          | x           | 6 Tore |
| 5     | Vinícius Goes   | Ceará SC        | 0      | 0      | 0           | 1            | 1           | 0            | 0             | 1              | x             | 1              | x             | x              | x          | x           | 4 Tore |
| 5     | Diego Souza     | Grêmio FBPA     | x      | x      | x           | x            | x           | x            | 0             | 0              | 1             | 2              | 1             | 0              | 0          | 0           | 4 Tore |
| 5     | Raphael Veiga   | Palmeiras       | x      | x      | x           | x            | x           | x            | 1             | 0              | 1             | 2              | 0             | 0              | 0          | 0           | 4 Tore |
| 8     | Rafael Sóbis    | Ceará SC        | 0      | 0      | 1           | 0            | 0           | 2            | 0             | 0              | 0             | x              | x             | x              | x          | x           | 3 Tore |
| 8     | Luciano         | FC São Paulo    | x      | x      | x           | x            | x           | x            | 1             | 0              | 0             | 2              | 0             | x              | x          | x           | 3 Tore |
| 8     | Thiago Alagoano | Brusque         | 0      | 2      | 1           | 0            | 0           | x            | x             | x              | x             | x              | x             | x              | x          | x           | 3 Tore |

Legende: - = Spieler wurde nicht eingesetzt, x = Spieler kann nicht mehr teilnehmen

### Hattrick
| Spieler | Klub          | Gegner         | Ergebnis | erzielte Tore | Spieltag | Quelle |
| ------- | ------------- | -------------- | -------- | ------------- | -------- | ------ |
| Nenê    | Fluminense FC | Figueirense FC | 3:0      | 15′, 55′, 80′ | 3. Runde | [ 15 ] |